# Jaroszlav Sztaruh
Jaroszlav Sztaruh (ukránul: Ярослав Старух, lengyelül: Jarosław Staruch; Zolota Szloboda, 1910. november 17. – Lubaczów közelében, 1947. szeptember 17..) ukrán nacionalista politikus és felkelő. Álnevei: Sztyah, Sztojar, Jarlan.
Gimnáziumi tanulmányait az akkor Lengyelországhoz tartozó Berezsaniban végezte, majd beiratkozott a lwówi (ma: Lviv) Jan Kazimierz Egyetem Jogi karára. Kezdetben a Proszvita keretein belül szervezett nemzeti érzelmű előadásokat, majd 1929-ben csatlakozott az Ukrán Nacionalisták Szervezetéhez (OUN). 1934-ben a lengyel hatóságok letartóztatták és börtönbüntetésre ítélték.
Szabadulása után az OUN helyettes területi vezetőjeként folytatta ellenállói tevékenységét. 1939-ben ismét letartóztatták és Równéban (ma: Rivne) 13 év börtönbüntetésre ítélték, de a második világháború kitörése és a lengyel állam megszűnése miatt az ítélet végrehajtására már nem került sor.
1939–1941 között Krakkóban az Ukrán Központi Bizottság (UCK) titkára volt. Az 1941. június 30-án Lvivben kikiáltott független ukrán állam Jaroszlav Szteckij vezette kormányában a propagandáért felelős államtitkár volt. 1942 decemberében a Gestapo letartóztatta és Lvivben tartották fogva, ahonnan csak 1943 szeptemberében szabadult. Ezt követően a nyugat-ukrajnai területek ellenállási mozgalmaiban tevékenykedett. Tagja volt az Ukrán Felszabadítási Főtanácsnak (UHVR) és az Ukrán Felkelő Hadsereg (UPA) vezérkarának.
A II. világháború után az újjáalakult Lengyelországban, az ukrán etnikum által is lakott ún. elszakított területeken (a Curzon-vonaltól nyugatra eső terület Lengyelországban) működő OUN vezetője volt, amely a lengyel fennhatóság ellen folytatott harcot.
Több kiadvány és írás szerzője. 1941-ben írta a Tiszjacsa rokiv zsittya i borotybi ukrajinszkoho narodu (Az ukrán nép életének és harcának ezer éve), 1942 pedig a Borotyba z Moszkvoju (Harc Moszkvával) című műve jelent meg. 1946-ban Jarlan álnéven jelentette meg az Upir fasizmu (A fasizmus kísértete) című művét. 1943–1944 között az Ukrajinszkij perec (Ukrán bors) című szatirikus lap szerkesztője volt, és ő működtette a Szamosztyijna Ukrajina (Önálló Ukrajna) nevű földalatti rádióadót is.
1947. szeptember 17-én a – többek között az UPA felszámolására létrehozott – lengyel Belbiztonsági Csapatok (KBW) egységei Lubaczów mellett – az ún. Kolostor-erdőben – bekerítették. A helyzetből más kiutat nem találva öngyilkosságot követett el.